# Montiéramey
Montiéramey är en kommun i departementet Aube i regionen Grand Est (tidigare regionen Champagne-Ardenne) i nordöstra Frankrike. Kommunen ligger  i kantonen Lusigny-sur-Barse som ligger i arrondissementet Troyes. År 2022 hade Montiéramey 405 invånare.

## Befolkningsutveckling
Antalet invånare i kommunen Montiéramey
Referens: INSEE

## Galleri

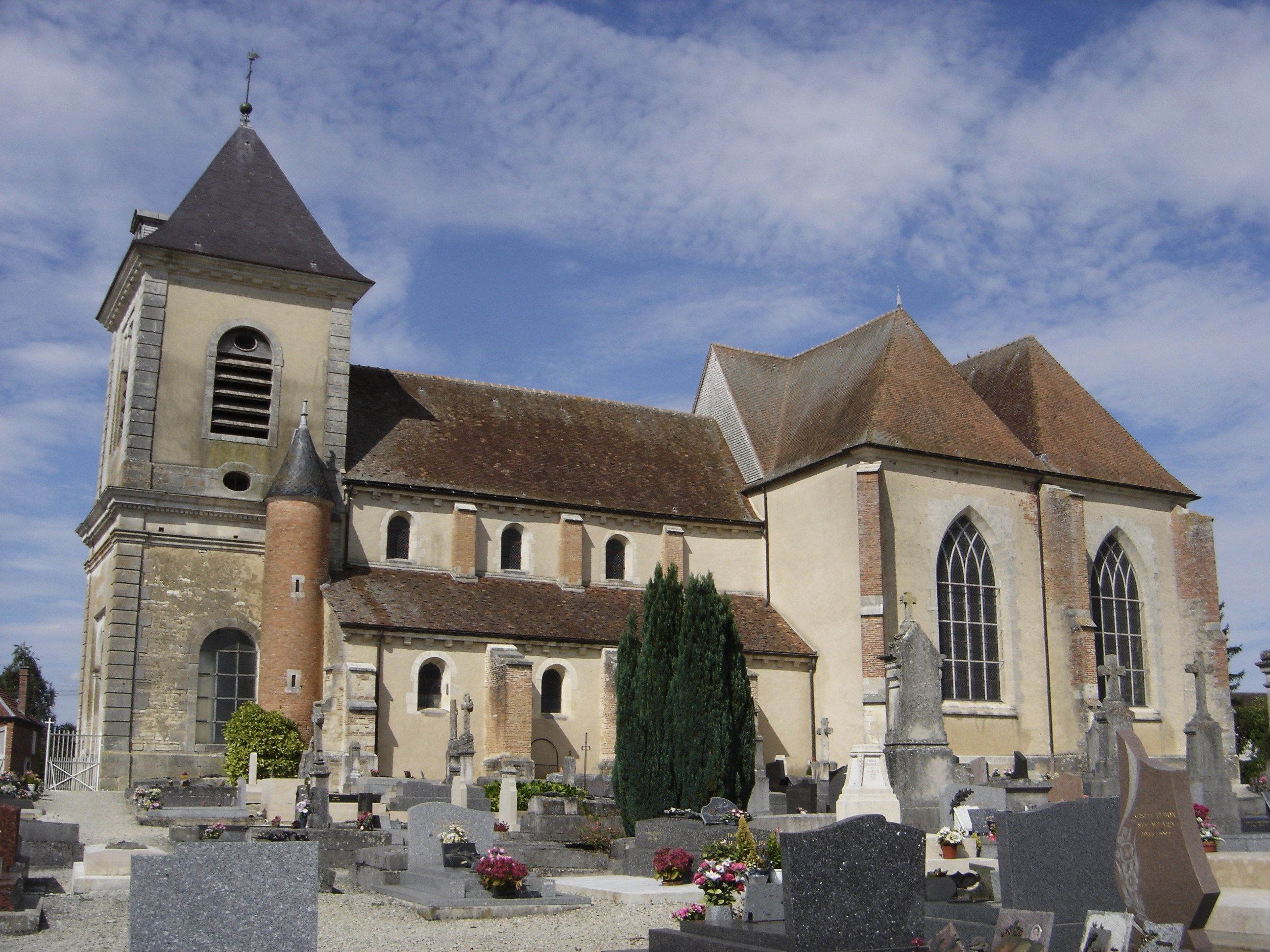